# Пюркув-Кольонія
Пюркув-Кольонія (пол. Piórków-Kolonia) — село в Польщі, у гміні Бацьковиці Опатовського повіту Свентокшиського воєводства.
Населення — 389 осіб (2011).
У 1975-1998 роках село належало до Тарнобжезького воєводства.

## Демографія
Демографічна структура на день 31 березня 2011 року:
|          | Загалом | Допрацездатний вік | Працездатний вік | Постпрацездатний вік |
| -------- | ------- | ------------------ | ---------------- | -------------------- |
| Чоловіки | 196     | 35                 | 143              | 18                   |
| Жінки    | 193     | 35                 | 113              | 45                   |
| Разом    | 389     | 70                 | 256              | 63                   |